# Felicitat
La felicitat és un sentiment agradable de satisfacció i absència de patiment. El terme és un dels més importants en filosofia, atès que la seva recerca acostuma a ser l'objectiu primordial de l'ésser humà. Alguns termes que designen estats de l'esperit similars són joia, alegria o benestar. Els seus antònims són la tristor i la pena. La paraula està molt lligada a les experiències personals.
Físicament, està associada a la dopamina, per això certes drogues poden induir artificialment un estat que simula el de la felicitat.

## Teories sobre la felicitat
- L'hedonisme identifica la felicitat amb el plaer, sigui del cos o de l'ànima
- La felicitat s'obté quan s'aprecia l'ordre de les coses, la justícia, quan s'acompleix el propi deure i se sent que tot va bé. També sorgeix de la contemplació de la bellesa.
- Alguns lliguen la felicitat amb obtenir un objectiu, en aquest sentit seria un estat temporal, perquè un cop assolida la meta deixaria de ser plaent i caldria buscar-ne una altra. L'eudemonisme és una doctrina propera a aquesta concepció.
- La felicitat s'obté de l'amor, d'estar amb les persones per les quals se sent afecte i es rep estimació. Pot ser tan amor propi com amor extern.
- És l'absència de dolor, patiment i angoixa. La seva definició s'extreu dels seus contraris. Està lligada a l'equilibri en un sentit ampli. L'origen d'aquesta teoria està en Epicur.
- L'utilitarisme lliga la felicitat pròpia a l'aliena i inaugura així la concepció social de la felicitat: l'home no viu sol, no és feliç sinó que és jutjat com a feliç i depèn dels altres per aconseguir-ho. Si viu en un sistema que aporta grans dosis de patiment als altres, no pot ser feliç.
- També s'usa quan no hi han penes ni patiments darrere la vida personal o extrapersonal.

## La psicologia positiva
Una de les darreres aportacions al concepte de la felicitat ha estat el de l'anomenada psicologia positiva. La felicitat suma emocions positives i activitats positives (puix que es produeix una identificació entre el sentiment de felicitat i el fet que la causa).
Les emocions positives estan lligades al passat (satisfacció, orgull…), al present (plaer, absorció...) i al futur (esperança, optimisme, confiança...) Poden estar lligades al cos, a la ment o a la societat (segons la clàssica piràmide de necessitats d'Abraham Maslow).

## La felicitat segons les branques de coneixement
A causa de la controvèrsia que proporciona el concepte de la felicitat, són moltes les branques i els departaments que han volgut buscar-ne una resposta, el més adequada possible als seus coneixements, per poder tenir consciència que és realment la felicitat.
Primerament, hem de tenir en compte l'existència de la felicitat objectiva i la subjectiva. D'una banda, la felicitat objectiva és la mesurable científicament. És a dir, amb tècniques com l'escaneig de les ones cerebrals i, posteriorment, l’establiment de patrons per a cada estat d'ànim o a través del seguiment de les endorfines i les reaccions químiques que s'originen al cervell, entre altres mètodes. Per altra banda, el concepte subjectiu de la felicitat no és exacte i es basa en la informació que podem extreure directament dels individus.
És cert que, malgrat la semblança, la proximitat de les definicions i explicacions referides a la felicitat de les branques i departaments anteriorment comentats, no tenim una explicació totalment homogènia. Sí que és veritat que cada un d'ells es complementen i en matisen el significat: arribant al nostre coneixement abstracte, basat en totes les explicacions. També és necessari tenir en compte que, com en tots en els conceptes abstractes, la cultura, la història i molts altres aspectes d'una societat són clau a l'hora del desenvolupament del significat d'aquests. La concepció del que és aquesta "felicitat", del que t'aporta i de com s'assoleix és en cada cas diferent dins de la complexitat del procés sociològic de la persona i de tots els aspectes que influeixen en la seva vida i el seu entorn. La felicitat és un estat emocional positiu, però l'experiència de cada individu d'aquest estat és subjectiva. Experimentar aquesta sensació pot ser el resultat de diversos factors que treballen junts, a partir de: la cultura, els valors i els trets de personalitat.

### Segons la biologia
Des del punt de vista biològic-evolutiu dels humans, com a éssers vius membres d'una espècie en particular, i tal com passa amb altres, els nostres comportaments naturals tendeixen a garantir dos objectius primaris essencials: el de la supervivència i el de la perpetuació mitjançant la procreació. I això passa a través de dos mecanismes, els de la recerca del plaer i l'evitació del dolor. En aquest sentit, els humans mantenim un esforç permanent per adaptar-nos a l'ecosistema, i superar els reptes que se'ns presenten, aprofitant oportunitats i evitant les amenaces, per tal de sobreviure. Des d’aquesta perspectiva, som sistemes complexos, dinàmics i adaptatius a la recerca d'un constant equilibri amb l'ecosistema que ens envolta. Per tant, la satisfacció provinent de la recerca d’aquest plaer no és ni pot ser permanent. El procés de recompensa cerebral té com a objectiu generar el premi del benestar, perquè es repeteixin aquells actes associats amb el plaer i l'evitació del dolor en el passat per afavorir la supervivència. En els humans, es deriva no només de la satisfacció de les necessitats biològiques fonamentals: la fam, la set, el sexe i dormir; sinó també de les secundàries, com tenir un cotxe, un habitatge o seguretat mèdica.
D’altra banda, tècnicament parlant, el plaer i el dolor estan relacionats amb l'absència o presència en el sistema nerviós i en el cervell del flux d'unes substàncies neuroquímiques anomenades neurotransmissors. En són exemples:
- La dopamina: Relacionada amb la fase d'expectativa del plaer, amb l'augment del desig i la motivació energètica per aconseguir alguna cosa plaent.
- La serotonina: Vinculada amb estats de calma i tranquil·litat.
- L'oxitocina: Connectada amb els processos de credibilitat, confiança i proximitat.
- Les endorfines: Associades amb el benestar i l'analgèsia del dolor.
- El cortisol: Relacionada amb els estats d'alerta i atenció.

Per tant, des d’un punt de vista estrictament biològic; la felicitat, com estat de benestar neuroquímic, es limitaria a la recerca, l’obtenció i la maximització del plaer evitant el dolor, en funció dels objectes primaris essencials evolutius.

### Segons la psicologia
Deguda la dificultat d’arribar a un consens sobre com definir la felicitat, els psicòlegs sovint s'abstenen d’utilitzar-ne el terme en les seves investigacions. En canvi, es refereixen al benestar. Si bé aquest concepte es podria veure com un sinònim de felicitat, la conceptualització del benestar en la investigació psicològica els ha permès definir-lo i mesurar-lo millor. Aquest benestar sinònim de felicitat, des del naixement de la psicologia s'ha considerat un dels estats més elevats als quals l'ésser humà pot arribar. Però deixant de banda això, el concepte de felicitat ha estat sempre subjecte a un intens debat, del qual han sorgit diverses definicions i teories al respecte.
El que aquestes definicions comparteixen és que la felicitat consisteix, almenys en certa part, a ser conscient que un és feliç i que té un estat d'ànim positiu. A més, al contrari del que succeeix amb moltes altres qualitats de la salut mental, la felicitat és una experiència subjectiva i relativa; per tant, la gent sap quan és feliç i quan no ho és. Estrictament, no hi ha requisits objectius per a ser feliços: cada persona assoleix la felicitat d’una manera; sense tenir en compte les raons, les condicions o les circumstàncies. La psicologia també defensa que la felicitat és una destinació canviant. Anem assolint estats de felicitat gradualment obtenint així noves metes a assolir per tornar a sentir aquesta felicitat abstracta.
Per a la psicologia, la felicitat és un estat emocional positiu al qual els individus arriben quan han satisfet els seus desitjos, complert els seus objectius i apareix en mesura de la capacitat que té cada persona per donar solucions als aspectes que formen la seva vida quotidiana. En aquest sentit, les persones que tinguin coberts aquests aspectes haurien de ser més felices, sentint-se autorealitzades i plenes.

### Segons la filosofia
Els coneixements filosòfics no són homogenis, ja que la filosofia està fragmentada en diferents pensadors o corrents amb opinions i pensaments diversos i contraris. És per això que la concepció de felicitat en aquest àmbit té diversos punts de vista segons l'època o els pensadors. Malgrat que existeixen milers d’explicacions o concepcions, les que més s'aproximen a l’obtenció del benestar actual són l'hedonisme i l'eudaimonia.
- Hedonisme:

La idea de felicitat hedònica es remunta al segle V aC, quan el filòsof grec, Aristip, va arribar a la conclusió que l’objectiu final de la vida hauria de ser maximitzar el plaer.
Al llarg de la història, diversos filòsofs i pensadors s'han adherit a aquest punt de vista hedònic, com per exemple: Hobbes, al segle XVII de tradició empirista o Bentham, al segle XIX; el pare de l'utilitarisme. D’altra banda, els psicòlegs que estudien la felicitat des d’una perspectiva hedònica, obren una àmplia xarxa en conceptualitzar l’hedonia en termes de plaer tant de la ment com del cos. És a dir, que des d’aquest punt de vista, la felicitat implica maximitzar el plaer i minimitzar el dolor.
El pensament hedonista relacionat amb la felicitat es basa en l’assoliment del plaer immediat, junt amb l’absència d’afecte negatiu afegint-hi un alt grau de satisfacció amb la mateixa vida.
L’adaptació hedònica, també coneguda com “la cinta de córrer hedònica”, assenyala que, en general, les persones tenen una línia de base de felicitat a la qual tornen sense importar el que passi en les seves vides. Per tant, tot i els pics de plaer i de gaudiment, quan una persona té una experiència hedònica, com anar a una festa, menjar un àpat que li agrada o guanyar un premi, la novetat aviat desapareix i la gent torna als seus nivells típics de felicitat.
L'adaptació hedònica és més evident en els plaers fugaços. Aquest tipus de satisfaccions poden millorar l'estat d'ànim, però són només temporals. Una forma de combatre la tornada al punt just de felicitat és tenir accions més eudaimòniques. Les activitats significatives, com dedicar temps en passatemps, requereixen més reflexió i esforç que les activitats hedòniques, que requereixen poc o cap esforç per poder gaudir. No obstant això, mentre que les activitats hedòniques es tornen menys efectives per conservar la felicitat amb el temps, les activitats eudaimòniques es tornen més efectives.
En la cultura nord-americana, la felicitat hedònica s'acostuma a defensar com l'objectiu final. La cultura popular tendeix a representar una visió de la vida extravertida, social i alegre i, com a resultat, els nord-americans sovint creuen que l'hedonisme en les seves diverses formes és la millor manera d'aconseguir la felicitat.
Actualment, els experts argumenten que l’autèntic benestar subjectiu va més enllà d’aquesta visió limitada i donen suport a una interpretació de la felicitat eudaimònica.
- Eudamonia:

El concepte d'eudaimonia es remunta al segle IV aC, quan Aristòtil va proposar-lo per primera vegada en la seva obra Ètica a Nicòmac. Segons Aristòtil, per assolir la felicitat, s'ha de viure la vida d'acord amb les nostres virtuts. Va afirmar que les persones s'esforcen constantment per assolir el seu potencial i ser el millor de si mateixes, el que condueix a un major propòsit i significat.
Semblant que amb la perspectiva hedònica, diversos filòsofs es van alinear en la perspectiva eudaimònica, inclosos: Plató i Kant. Les teories psicològiques com la Piràmide de Maslow també, apunten a l'autorealització com l'objectiu més alt en la vida, és a dir que defensen una perspectiva eudaimònica sobre la felicitat i el benestar dels humans.
El terme eudaimonia es basa etimològicament en les paraules gregues eu (bo) i daimon (esperit), que descriu la noció de viure amb acord amb el propi daimon, és a dir l’esperit, que entenem com el caràcter i la virtut que ens condueixen a una bona vida.
Aristòtil entenia als éssers humans com criatures constantment conduïdes cap al que és més perfecte, com per exemple, descriu en el llibre Ètica a Nicòmac, on aclareix el seu concepte de perfeccionisme: "Cada ofici i cada línia de recerca i, així mateix, cada acció i decisió, sembla buscar alguna cosa bona; és per això que algunes persones tenen raó en descriure les coses bones com el que tot busca".
Aristòtil també va introduir que els individus, que sempre s'esforcen per arribar al benestar; a la perfecció per ell, tenen potencial per assolir-ho. Segons el seu punt de vista, estem obligats, en certa manera, a seguir el nostre potencial per ser la millor versió de nosaltres mateixos. És a dir, que la vida eudaimònica es basa en la recerca d’assolir el nostre potencial per així trobar més sentit i propòsit a la vida, aconseguint així el major benestar, en conclusió, a ser feliços.
D’altra banda, Aristòtil també defensava que, per poder adonar-nos del nostre potencial, necessitem el que ell anomenava “béns reals”, fent referència als aspectes bàsics necessaris pel desenvolupament del nostre potencial com: refugi, roba, menjar i amics, però també l’art, la música, la literatura, i la cultura. En el món modern, hi ha certes accions que podem fer per poder assolir el nostre potencial individual, aleshores els béns reals es defineixen per la nostra necessitat envers aquests com individus. Cal no confondre els “béns reals” amb els “béns aparents”, que ens proporcionen plaer, però que realment no són necessaris.
En la societat actual, la visió eudaimònica és una forma diferent de pensar en la felicitat que tenim distorsionada perquè estem bombardejats en la nostra existència quotidiana mitjançant anuncis que busquen definir la vida moderna i vendre'ns “béns aparents” com si fossin “béns reals”. Vist d'aquesta manera, la vida moderna dificulta trobar la felicitat perquè acabem esforçant-nos i invertint les nostres energies en la recerca de “béns aparents”.

## La felicitat i l'ACP (Atenció Centrada en la Persona).
L'objectiu principal de l'ACP (Atenció Centrada en la Persona) és tractar les persones de forma única a través dels seus interessos i la seva biografia, per a poder oferir-los una bona qualitat de vida, tractant-los sempre amb el respecte que es mereixen. En resum, fer sentir les persones l'eix principal de les actuacions professionals i personals.
Apostar per l'ACP en els serveis gereontològics implica assumir una sèrie de principis i consideracions, no és suficient en reconèixer-los i anunciar-los, sinó que els hem de fer efectius, és per això que existeix un decàleg de l'ACP que ens diu el següent:
1. Totes les persones tenim dignitat.
2. Cada persona és única.
3. La biografia és la rao escencial.
4. Les persones tenim dret de controlar la nostra pròpia vida.
5. Les persones amb un grau d'afectació cognitiva també tenen dret a exercir la seva autonomia.
6. Totes les persones tenim fortalesa i capacitats.
7. L'ambient físic influeix en el nostre comportament i benestar.
8. L'activitat quotidiana té una gran importància en el benestar de les persones.
9. Les persones som independents.
10. Les persones som sers multidimencionals subjectats als canvis.

### Com es pot relacionar l'ACP amb la felicitat?
Parlar de felicitat és molt subjectiu, atès que no tothom té el mateix concepte del que és ser feliç. Però si ens parem a pensar en com aconseguir la felicitat de les persones en centres institucionalitzats, podem dir que la felicitat està molt relacionada amb les experiències personals igual que l'ACP. I segons en quin ambient, situació estat físic ens trobem, ens condiciona en el nostre estat anímic.
És per això que quan volem cuidar de la millor manera a les persones és molt important saber qui és aquesta persona, quins són els seus gustos, orígens, sentiments, interessos... per fer-les sentir úniques i especials i aconseguir així arribar al seu benestar.
Per aquest motiu és molt important poder treballar a través de l'ACP per aconseguir un estat de satisfacció amb les persones.
Segons Cinta Pascual Montañés, directora general de l'Onada Serveis: 
| «               | La felicitat plena no existeix són els petits moments els que la fan possible. | » |
| — Cinta Pascual |                                                                                |   |

## Economia de la felicitat
L'economia de la felicitat estudia la correlació entre la satisfacció expressada pels ciutadans d'una determinada comunitat i el progrés econòmic d'aquesta, així com els condicionants socioeconòmics que influeixen en la percepció subjectiva dels individus. Es relaciona estretament amb els estudis sobre l'estat del benestar o sobre l'ús del temps personal. La creació de l'índex de Felicitat Interna Bruta] va ajudar a quantificar aquesta xarxa de lligams.